# 光勝寺 (岩手県住田町)
光勝寺（こうしょうじ）は、岩手県気仙郡住田町世田米に所在する真言宗智山派の寺院。山号は貴宝山。本尊は阿弥陀如来。

## 概要
開基も不明なほど歴史が古いが藤原秀衡の時代に「気仙五金山」のひとつ「野尻金山」で働く約3,000人の掘り子のために藤原氏が建立した阿弥陀堂が始まりと伝承される。寄木造の阿弥陀像、一本彫りの菩薩像などは火災や移転に見舞われたが現存する。

## 文化財
- 木造阿弥陀如来坐像

像高52.0cm。木造、桂材、寄木造、漆箔仕上げ。螺髪、肉髻、白毫、耳の輪をつける。三道法衣をつけ、掌を前にして第１、第２指を捻ず。左手屈臂、左膝上に安んずる。右足外にして結跏趺坐する。内刳下方に建保（1213〜1219年）の墨書銘がある。脇侍の観音・勢至両菩薩とともに阿弥陀三尊として現存、両脇侍の像も同時代のものである。1954年（昭和29年）4月5日、岩手県から有形文化財に指定された。東日本大震災によって光背等が破損したが2016年（平成28年）9月から修復し、翌年6月に再び安置された。
- 木造観音・勢至菩薩坐像

共に木造、寄木造、漆箔の痕跡があり、本尊と同じ鎌倉時代の作。1969年6月6日に県指定有形文化財となる。観音菩薩像は像高30.3cm、両手に蓮台（後補）を捧げる。勢至菩薩像は像高29.6cm、両手を合掌する。

## 現地情報
- 所在地
  - 岩手県気仙郡住田町世田米鉢ケ森26
- 交通アクセス
  - 世田米バスストップより徒歩2分
  - 三陸沿岸道路大船渡インターチェンジより車25分
- 周辺施設
  - まち家世田米駅 – 国登録有形文化財